# Arven (film fra 1988)
 For alternative betydninger, se Arven (flertydig). (Se også artikler, som begynder med Arven)
Arven er en dansk kortfilm fra 1988 instrueret af Gunnar Vosgerau efter eget manuskript.

## Handling
En eneboer modtager en arv, som to flyttemænd kommer med.